# Curl Girls
Curl Girls est une émission de téléréalité de compétition américaine en six épisodes de 25 minutes diffusée entre le 18 juin et le 30 juillet 2007 sur la chaîne Logo.

## Synopsis
Six jeunes lesbiennes passionnées de surf sont en concurrence pour gagner un voyage à Hawaï.

## Distribution

### Surfeuses
- Gingi Medina
- Michele Fleury
- Melissa Hadden
- Erin Pitman
- Vanessa Craig
- Jessica Nobles

### Invités
- The Pin Up Girls (en) (épisode 4)
- Jenny Shimizu (épisode 6)
- Von Iva (épisode 6)

## Épisodes
1. Hit the Waves
2. Surfriders
3. San Diego or Bust!
4. Out On the Town
5. Uppin' the Stakes
6. The Winners Takes All